# L’Évolution de l’humanité
L’Évolution de l’humanité (französisch für Die Entwicklung der Menschheit) ist eine in verschiedene Einzelwerke untergliederte französischsprachige Darstellung der Welt- bzw. Menschheitsgeschichte, die seit 1920 in Paris erscheint (La Renaissance du Livre, später Albin Michel). Einige der führenden Fachvertreter haben an ihr mitgewirkt. Sie wurde zunächst unter Leitung von Henri Berr (1863–1954) publiziert, der das Projekt einer historischen Synthese und Universalgeschichte „als Antwort auf die deutschen 'Weltgeschichten'“ verstand, wie aus seiner Introduction générale (Allgemeinen Einführung) hervorgeht.
Das Gesamtwerk ist in vier Abschnitte (1.  Einführung (Vorgeschichte, Frühgeschichte); Antike, 2. Ursprung des Christentums und Mittelalters, 3. Die moderne Welt, 4. Gegenwart) und Ergänzende Reihen untergliedert.

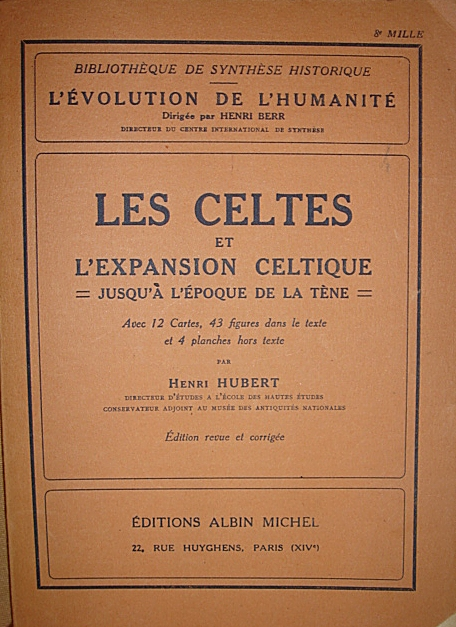
Les Celtes von Henri Hubert (Band der Reihe)

## Übersicht

### Première Section: Introduction (Préhistoire, Protohistoire); Antiquité
- 1. La Terre avant l'Histoire.  Edmond Perrier. Digitalisat
- 2.  L'Humanité préhistorique. Jacques de Morgan. Digitalisat
- 3. Le langage. Joseph Vendryes. Digitalisat
- 4. La Terre et l'Évolution humaine. Lucien Febvre. Digitalisat
- 5. Les Races et l'Histoire. Eugène Pittard
- 6. Des Clans aux Empires. Alexandre Moret und Georges Davy
- 7. Le Nil et la civilisation égyptienne. Alexandre Moret. Digitalisat
- 8. La Mésopotamie. Louis Delaporte
- 8 bis. Les Hittites. Louis Delaporte
- 9. La Civilisation égéenne. Gustave Glotz
- 10. La Formation du peuple grec. Auguste Jardé
- 11. Le Génie grec dans la religion. Louis Gernet und André Boulanger
- 12. L'Art en Grèce. Alfred de Ridder und Waldemar Deonna
- 13. La Pensée grecque et les origines de la pensée scientifique. Léon Robin
- 14. La Cité grecque. Gustave Glotz
- 15. L'Impérialisme macédonien et l'hellénisation de l'Orient. Pierre Jouguet
- 16. L'Italie primitive et le début de l'impérialisme romaine. Léon Homo
- 17. Le génie romain dans la religion, la pensée et l'art. Albert Grenier
- 18. Rome Impériale et l'urbanisme dans l'antiquité. Léon Homo
- 19. Rome et l'organisation du Droit. Joseph Declareuil
- 20. L'Économie Antique. Jules Toutain
- 21. Les Celtes et l'expansion celtique jusqu'à l'époque de la Tène. Henri Hubert
- 21Bis. Les Celtes à l'époque de la Tène et la civilisation celtique. Henri Hubert
- 22. Le monde romain. Victor Chapot
- 23. Les Germains. Henri Hubert
- 24. L'Iran et la civilisation iranienne. Clément Huart und Louis Delaporte
- 25. La civilisation chinoise, la vie Publique et la Vie privée. Marcel Granet
- 25bis. La Pensée chinoise. Marcel Granet
- 26 L'Inde antique et la civilisation indienne. Paul Masson-Oursel, Helena de Willman-Grabowska und Philippe Stern

### Deuxième Section: Origines du Christianisme et Moyen Âge
- 27. Israël des origines au milieu du VIIIe siècle. Adolphe Lods
- 28. Des Prophètes à Jésus. Les Prophètes d'Israël et les débuts du Judaïsme. Adolphe Lods
- 28bis Des Prophètes à Jésus. Le monde Juif vers le temps du Christ. Charles Guignebert
- 29. Jésus. Charles Guignebert
- 29bis Le Christ. Charles Guignebert
- 30. L'Église. Marcel Simon
- 31. La fin du Monde Antique et le début du Moyen-Âge. Ferdinand Lot
- 32. Le monde byzantin. Vie et mort de Byzance. Louis Bréhier
- 32bis Le monde byzantin. Les Institutions de l'Empire byzantin. Louis Bréhier
- 32ter Le Monde byzantin. La Civilisation byzantine. Louis Bréhier
- 33. Charlemagne et l'Empire carolingien. Louis Halphen
- 33bis La Civilisation carolingienne. Louis Halphen
- 34.  La Société féodale. La formation des liens de dépendance. Marc Bloch
- 34bis La Société féodale. Les classes et le gouvernement des hommes. Marc Bloch
- 35. Les origines du monde Slave : Slaves, Germains et Byzantins, sous la direction de Paul Boyer, par Pierre Charles, Grenard,  Louis Eisenmann,  Henri Grappin und Lucien Tesnière
- 36.L'Islam et Mahomet. Maurice Gaudefroy-Demombynes
- 37;  L'Islam en marche. Louis Barrau-Dihigo
- 38. La chrétienté et l'idée de croisade. T. I. les premières croisades. Paul Alphandéry
- 38bis La Chrétienté et l'idée de croisade. T. II. Recommencements nécessaires (XIIe–XIIIe siècles). Paul Alphandéry und Alphonse Dupront
- 39 La théocratie et le Saint-Empire. Laura Kern
- 40. L'Art au Moyen-Âge. Gustave Cohen
- 41. La monarchie féodale en France et en Angleterre (Xe-XIIIe siècle). Charles Petit-Dutaillis
- 42  Le début des monarchies modernes en occident. Gustave Dupont-Ferrier, Joseph Calmette und Edouard Perroy
- 43. Les origines de l'Économie européenne IVe–XIe siècle. Robert Latouche
- 44. Les Communes françaises des origines au XVIIIe siècle. Charles Petit-Dutaillis
- 45. La Philosophie au Moyen Âge. Émile Bréhier
- 46. La science de l'Antiquité au moyen-Âge. Pierre Brunet
- 46bis La Science du Moyen Âge. Pierre Brunet
- 47.  Les forces nouvelles dans l'Europe orientale et septentrionale. Paul Boyer
- 48. La Formation du Génie moderne dans l'Art de l'Occident. René Schneider & Gustave Cohen
- 49. L'apparition du livre. Lucien Febvre

### Troisième Section: Le Monde Moderne
- 50 L'Italie de la Renaissance. Auguste Renaudet
- 51 Les grands courant intellectuels au temps de la Renaissance. L'Humanisme. Lucien Febvre;
- 52 Religions et vie religieuse au XVIe siècle Lucien Febvre und L. Varga
- 53 Monarchie et Empire au XVIe siècle (Espagne et Europe). Lucien Febvre
- 54 Argent et bourgeoisie. Lucien Febvre
- 55 L'élargissement du monde. L'Amérique pré-colombienne et la conquête du Nouveau Monde. Jacques Soustelle
- 56 L'élargissement du monde. L'Asie du Moyen Age et l'expansion européenne. Paul Masson-Oursel
- 57 L'essor de la pensée moderne. les débuts du rationalisme. Abel Rey
- 58 L'esprit d'autorité dans la politique et la religion. Alphonse Dupront
- 59 Les eglises dans ls monde moderne. Lucien Febvre
- 60 La vie de société. La Femme et les Salons. Henri Berr
- 61 L'art du Baroque au Classicisme. Jean Alazar und Henri Berr
- 62 La Pensée au XVIIe siècle. Rationalisme et Expérience. Henri Berr
- 63 La vie économique et les transformations sociales. Lucien Febvre
- 64 Louis XIV et l'Europe. Louis André
- 65 Deux pays de liberté: L'Angleterre. Léon Cahen
- 65 Bis  Deux pays de liberté: Les Provinces Unies
- 66 L'évolution du droit privé. Édouard Meynial
- 67 L'évolution de la pensée scientifique. Les Sciences physiques. Abel Rey
- 68 L'évolution de la pensée scientifique. Les Sciences de la vie aux XVIIe et XVIIIe siècles; (L'idée d'évolution). Émile Guyénot
- 69 L'évolution de la pensée scientifique. Les Sciences de l'Homme (L'idée de progrès). R. Hubert
- 70 L'Europe française au Siècle des Lumières. Louis Réau
- 71 L'Europe et l'Univers à la fin du XVIIIe siècle
- 72 Les origines de la Révolution. Causes profondes et causes occasionnelles. Georges Lefebvre
- 73 Les caractéristiques de la Révolution. Pierre Caron
- 74 Les suites de la Révolution. Napoléon et l'Empire français. Jean-Rodolphe de Salis
- 75 Les suites de la Révolution. Napoléon organisateur. Adhémar Esmein

### Quatrième Section: Vers le Temps Présent
- 76 Le mouvement romantique. Paul Van Tieghem
- 76 Bis Le romantisme. Les arts plastiques. Louis Réau
- 76 Ter Le romantisme dans la musique européenne. Jean Chantavoine und Jean Gaudeffroy-Demonbynes
- 77 Les courants philosophiques au début du XIXe siècle: idéalisme et empirisme. Abel Rey und Pierre Ducasse
- 78 Les sciences positives: nature. Abel Rey
- 79 Les sciences positives: humanité. Pierre Ducasse
- 80 La bourgeoisie et la conquête des libertés. Sébastien Charléty
- 81 La révolution industrielle. H. Luc
- 82 La classe ouvrière: systèmes et organisations
- 83 La révolution agricole. Marc Bloch
- 84 L'Europe de XIXe siècle et l’idée de nationalité. Georges Weill
- 85 L'Allemagne nouvelle
- 86 Les États-Unis
- 87 Le monde asiatique. Paul Masson-Oursel
- 88 La politique coloniale et le partage de la Terre. Georges Hardy
- 89 Les primitifs et la civilisation. René Maunier
- 90 Les progrès de la démocratie. Sébastien Charléty
- 91 L’évolution du droit. Adhémar Esmein
- 92 La finance et l’économie mondiale. Henri Truchy
- 93 Le socialisme et le syndicalisme. Gaëtan Pirou
- 94 Le journal. Georges Weill
- 95 La science au XXe siècle. Abel Rey
- 96 L'art et la vie moderne. Georges Huisman
- 97 Les origines, lointaines et prochaines, de la guerre mondiale. Pierre Renouvin
- 98 La guerre et la paix 1914–1919. Le général Gamelin
- 99 Le nouvel univers. La Société des Nations. Edouard Herriot
- 100 La crise de la civilisation. Vues sur l'avenir humain

### Séries Complémentaires
- La science dans l'antiquité. Abel Rey
Tome 1: La science orientale avant les grecs
Tome 2: La genèse de la science grecque
Tome 3: La maturité de la pensée scientifique en Grèce
Tome 4: Apogée et déclin de la science grecque
- En marge de l'histoire universelle. Henri Berr
Tome 1: Les problèmes de l'histoire. Les origines humaines. Les premières civilisations. Le miracle grec. L'aube de la science
Tome 2: Rome et la civilisation romaine. Celtes et germains. Perse, Chine et Inde. Pensée orientale et science occidentale.